# 深堀町停留場
深堀町停留場（ふかぼりちょうていりゅうじょう）は、北海道函館市柏木町にある函館市企業局交通部（函館市電）湯の川線の停留場である。駅番号はDY06。

## 歴史
- 1913年（大正2年）6月29日 - 深堀停留場として開業[2]。
- 1938年（昭和13年）以前 - 乃木神社前停留場に改称[2]。
- 1947年（昭和22年）以前 - 深堀停留場に再改称[2]。
- 1950年（昭和25年）11月22日 - 深堀町停留場に改称[2]。
- 以降、深堀町競輪場前、深堀町競輪場通と2度改称[2]。
- 1952年（昭和27年）6月1日 - 深堀町停留場に再改称[2]。

## 構造
- 2面2線の相対式。
- 往線乗り場（五稜郭公園前方面）の電停はホームが長いのが特徴である。
- 復線乗り場には時計が設置されている。時計の支柱に取り付けられている銘板より、2002年（平成14年）7月に寄贈された物である事が分かる。

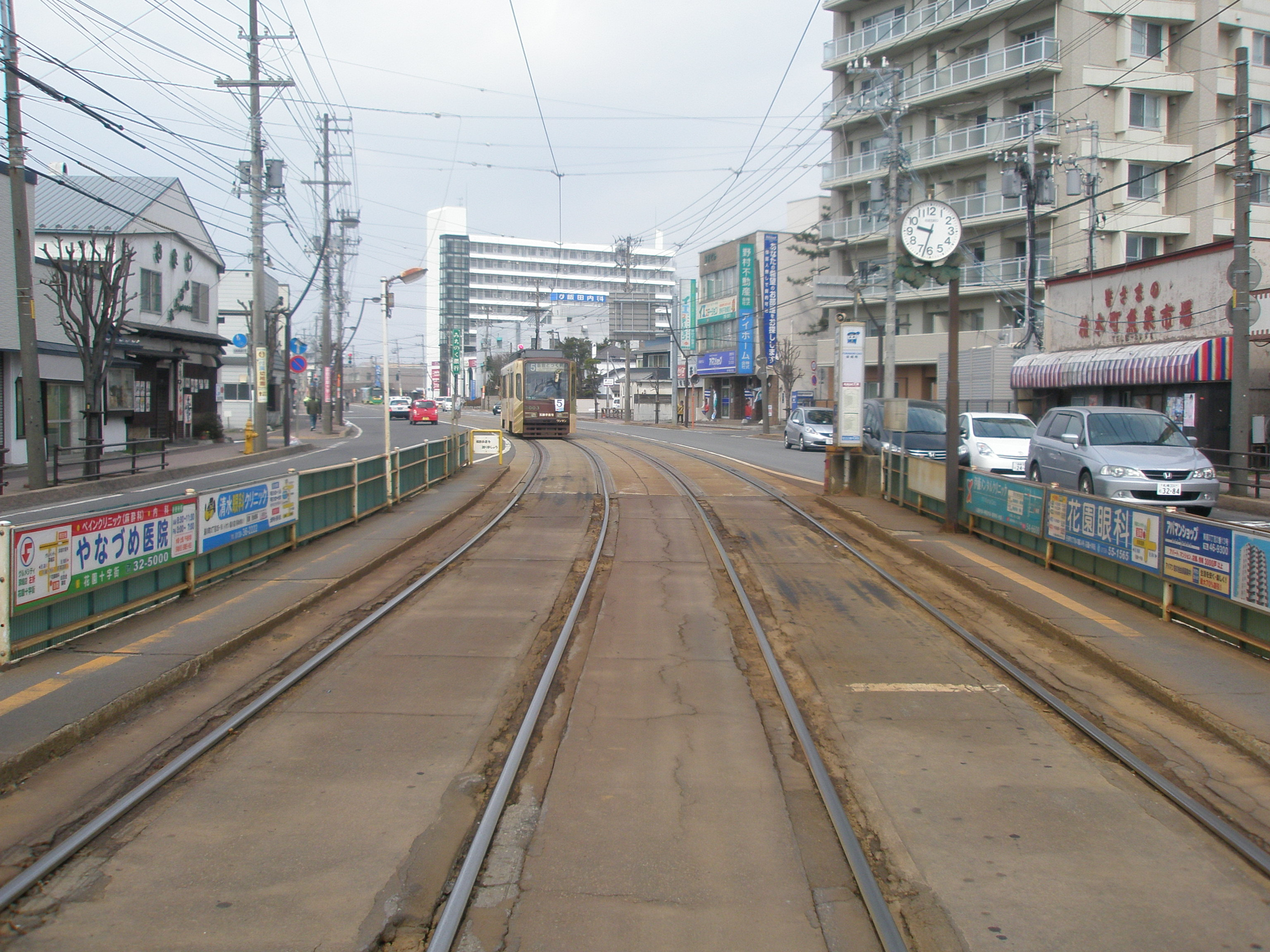
深堀町停留場を五稜郭公園前方向に見た写真（2017年4月、接する横断歩道より撮影）深堀町停留場のホームの長さの違いが分かる
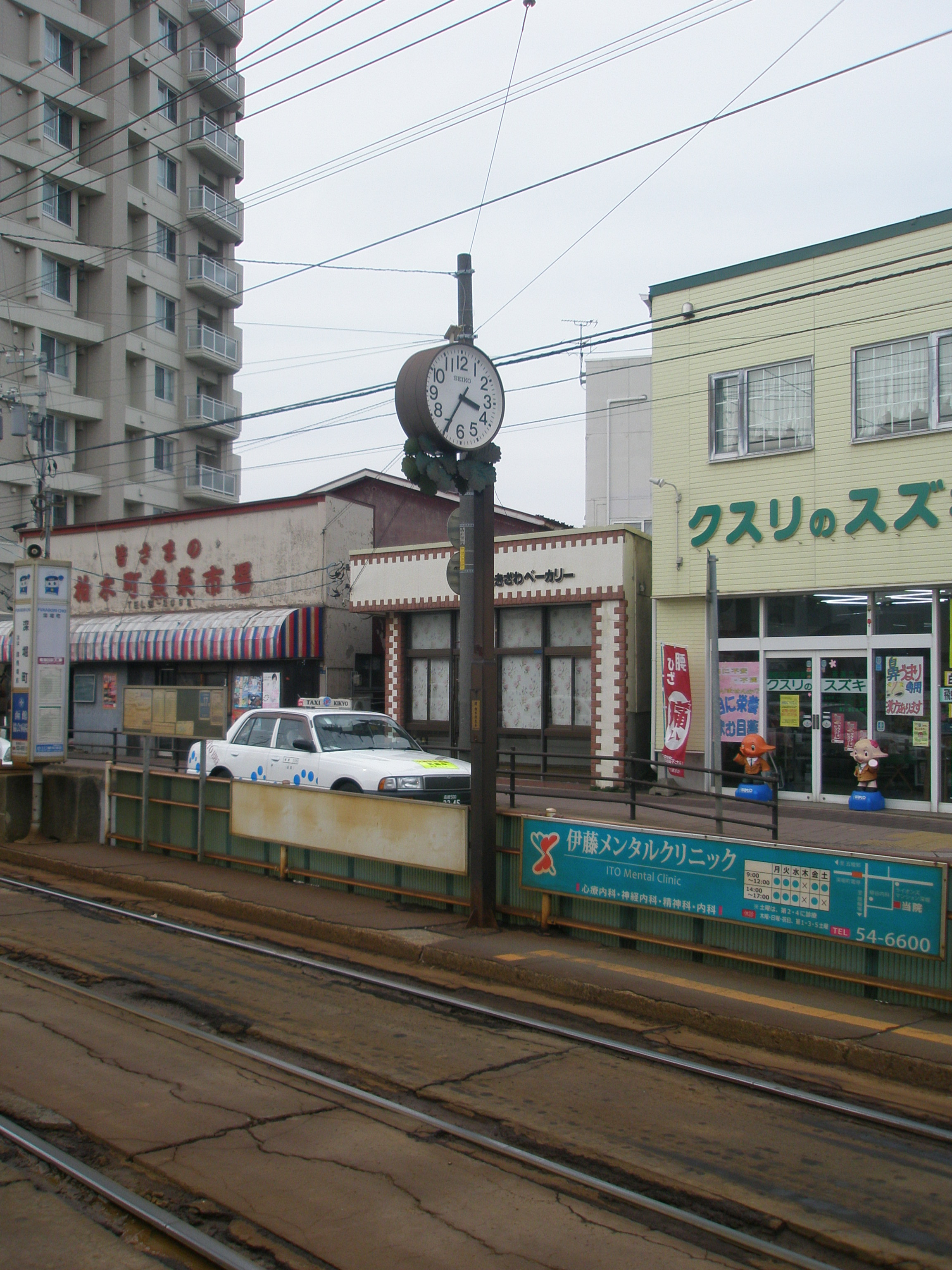
深堀町停留場に設置の時計（2017年4月撮影）
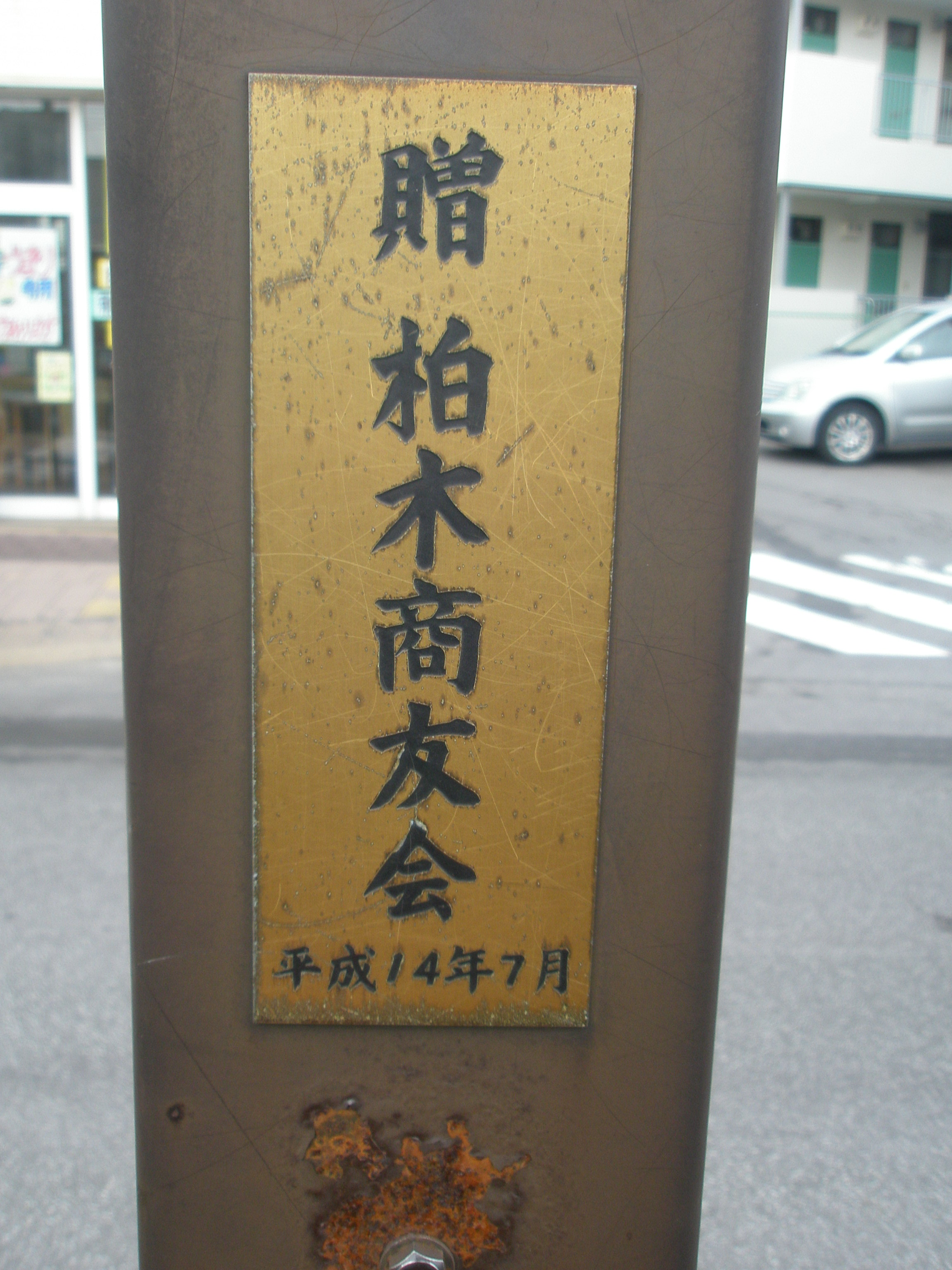
深堀町停留場に設置の時計に付けられた、寄贈者と寄贈年月が書かれた銘板（2017年4月撮影）

## 周辺
- 北海道道83号函館南茅部線
- 函館市立駒場小学校
- 北海道社会事業協会函館病院（函館協会病院）
- 国立病院機構函館病院
- 陸上自衛隊函館駐屯地（第28普通科連隊）
- 函館競輪場
- 函館少年刑務所
- 函館バス「深堀町」停留所：市電 - 函館バス間の乗継指定停留所となっている[3][4]
- マックスバリュ深堀店

## 隣の停留場
函館市企業局交通部
湯の川線
競馬場前停留場 (DY05) - 深堀町停留場 (DY06) - 柏木町停留場 (DY07)